# سلطنة تقرت
سلطنة تقرت  هي دولة كانت موجودة في تقرت وواحات منطقتها وضفاف وادي ريغ بين عامي 1414 و1881. حكمها سلاطين سلالة بني جلاب. إمتدت حدودها خلال القرن السادس عشرة على طول مسيرة ثلاثة أيام أو أربعة(120 كم الى 200 كم).

## التاريخ

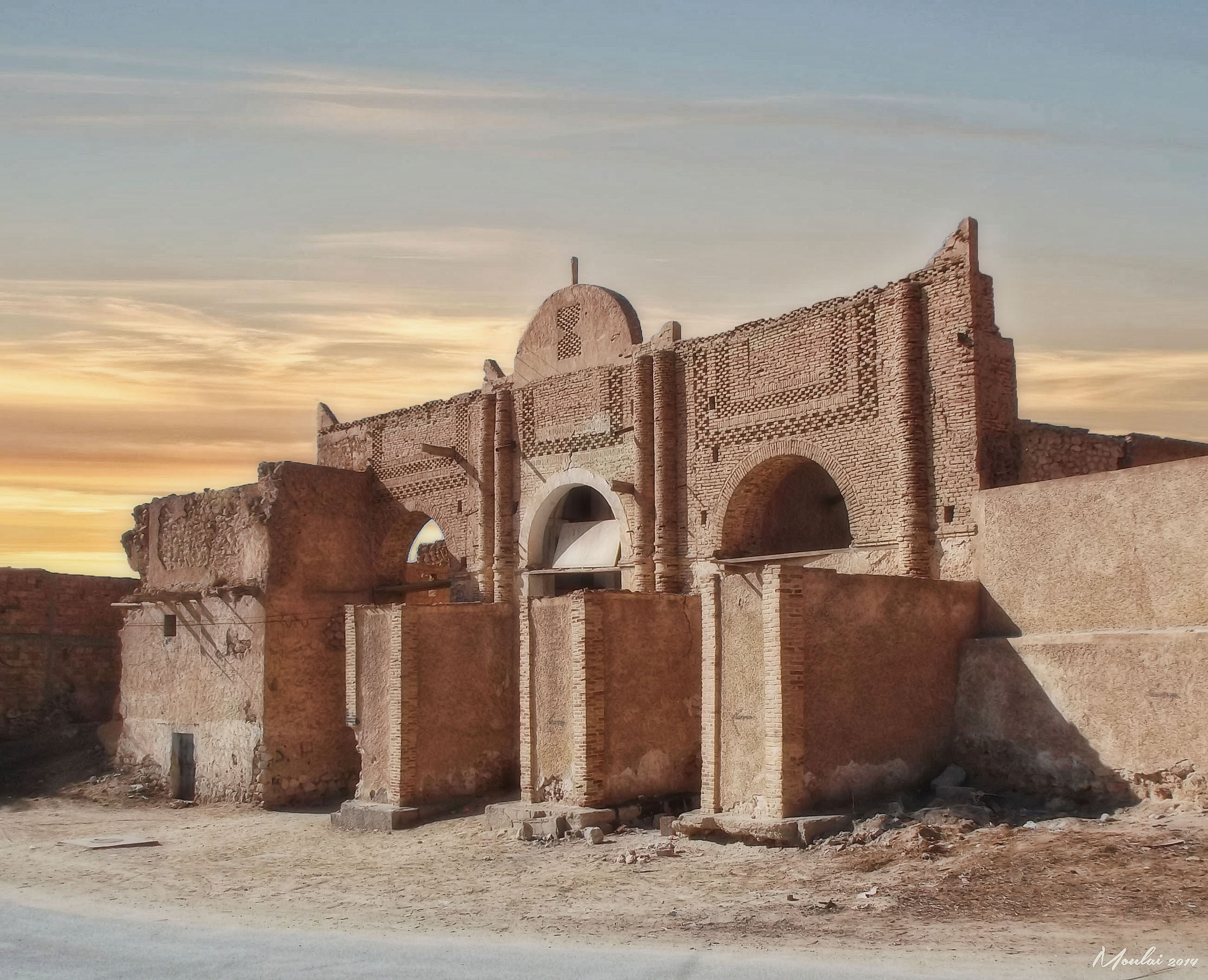
قصر بن جلاب المتداعي في تقرت.

### التأسيس
كانت مدينة تقرت خاضعة للدولة الحفصية، لكنها كانت تتمرد خلال فترات الاضطراب التي كانت تسود الدولة وتمتنع عن دفع الجباية، ومنها ما قام به يوسف بن حسين خلال عهد السلطان الحفصي أبي عمرو عثمان (1435 – 1488 م)، فخرج السلطان لإخضاعها مرتان سنة 1449 م و1465م.
لا يوجد تاريخ محدد لتأسيس الامارة، ويختلف المؤرخون حوله، يُرجع العدواني تاريخ التأسيس إلى سنة 735هـ ( 1334-1335م) بحكم أول سلطان جلابي لتقرت، أما عبد الرحمان الجيلالي فيحدده بـ 1450م في كتابه تاريخ الجزائر، ويحدده محمد الطاهر بن دومة بسنة 1531م في مخطوطته، ويحدد عبد الحميد نجاح بسنة 1414م في كتابه «منطقة ورقلة وتقرت من مقاومة الاحتلال إلى 1445 م» ، ويحدده شارل فيرو بسنة 1445م في كتابه «صحراء قسنطينة» وقد أرجعه محمد الطاهر عبد الجواد في مداخلته «عاصمة وادي ريغ (تقرت) أيام بني جلاب» بالملتقى التاريخي الثالث حول فترة حكم بني جلاب بتقرت إلى سنة 1414م. كانت المنطقة في الفترة الممتدة ما بين 1414م و1570م لا تزال خاضعة لنفوذ الدولة الحفصية، كما أن ابن خلدون لم يُشر إليها أو لوجود حكم جلابي بتاتًا رغم أنه عاصر هذه الفترة.
ويعود تأسيسها حسب بعض المؤرخين إلى سليمان الجلاب (سليمان بن رجب المريني الزناتي الجلابي) الذي نُسب إلى بني مرين حكام المغرب الأقصى وقد كان معتادًا الحج سنويًا مرورا بطريق تقرت، فدعاه أهلها للاستقرار بها نحو نهاية القرن الخامس عشر. وقد ذكر المؤرخ التونسي الحاج حمودة بن عبد العزيز بني جلاب قائلًا:«وبنو جلاب هولا روساء تقرت وامراها من القديم وهم من البقايا من بني مرين وحكمهم نافع في بلد ريغ»:167
ويذكر الجنرال دوما (Dumas) في كتابه عن «صحراء الجزائر» والذي كتبه في مدينة الجزائر بناءً على رواية لبدو رحل، أن العشائر المحلية بعدما تعبت من التنافس فيما بينها قررت أن أول من يدخل بلدة تقرت سوف يُعترف به زعيمًا. فكان أول من وضع قدمه في المدينة راعي بسيط (باللهجة العربية المحلية: جَلاّب).:168
توجب على «الشيخ» سليمان الجلاب أن يتعامل مع العائلة الإقطاعية في دواودة، التي تقود عرب الريح وهي القبائل البدوية التي تسيطر على سهل الزيبان في ورقلة. فيتزوج زعيم هذه القبيلة، بن صخري، الذي يحمل لقب «شيخ العرب»، ابنة سليمان الجلابي، الذي كان حينها سيدًا على تقرت.
بعدما وقعت منطقة تقرت في حالة من الفوضى، حتى الأسواق - أماكن التجارة والتبادل السلمي تقليديًا - لم تسلم من المواجهة بين أعضاء الواحات والقبائل المختلفة. دعى سليمان الجلابي، الذي يعرف أغوار السياسية المحلية وموارد البلاد، من حوله الرجال الأكثر شعبية في البلاد (المرابطون ورؤساء الواحات، وما إلى ذلك) لوضع حد للفوضى وإقامة النظام في المنطقة. وبشعوره بالقوة الكافية إلى درجة الحفاظ على الهياكل السياسية المحلية، بما في ذلك مجلس (الجمعة) الذي يمكن أن يعين فيه أعضاء. يجهز على نفقته دائرةً من خمسمائة فارس والتي ستكون نواة جيشه. وبالتالي صار يتجول في المناطق المحيطة لمعاقبة المتمردين، واستعادة السلام وفرض الضريبة.:175-177

### العلاقة مع الدولة العثمانية

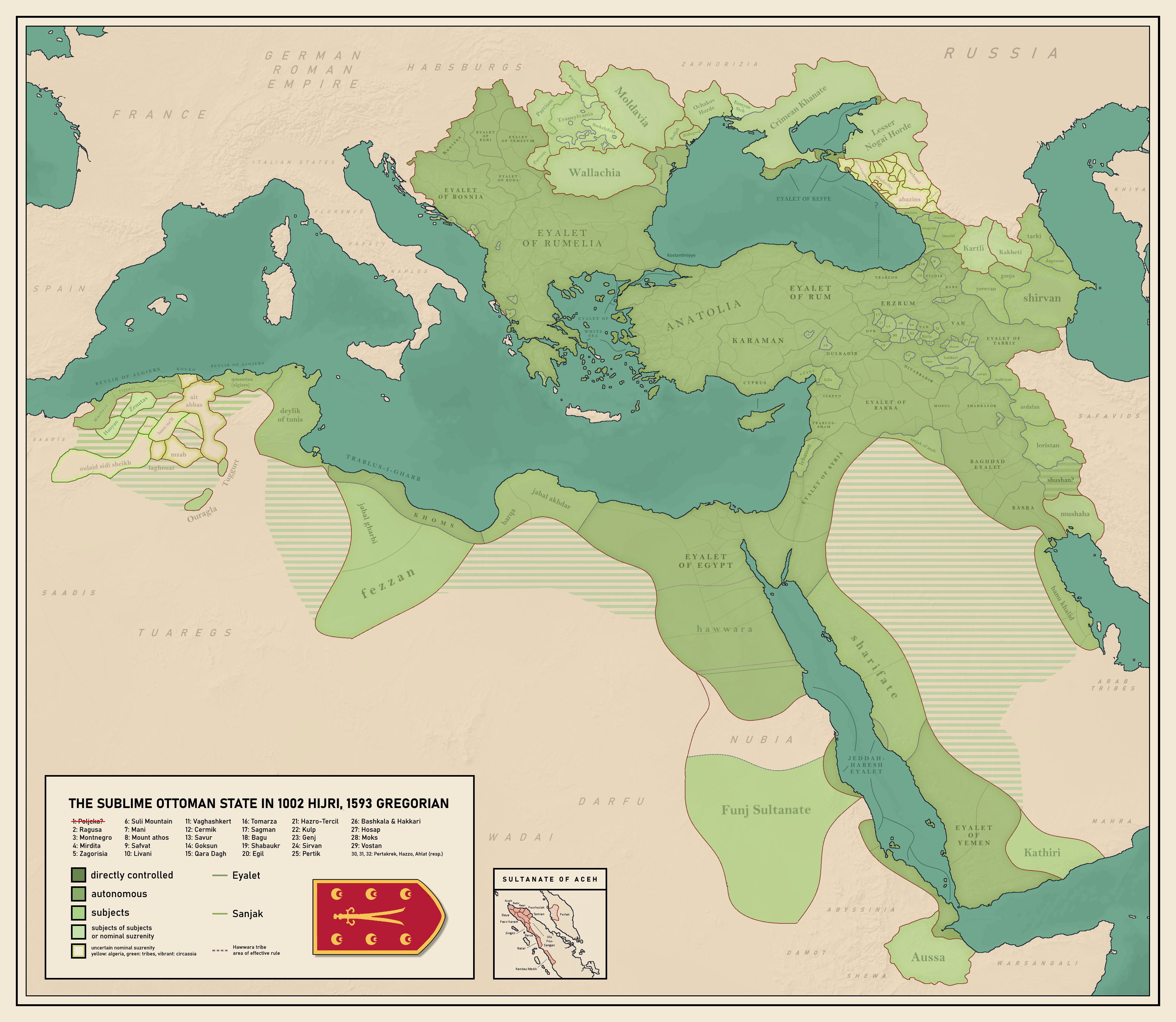
إمارة تقرت والحكم العثماني في الجزائر حوالي 1593م

منذ القرن السادس عشر، كان على سلطنة تقرت مواجهة هيمنة الوصاية الجزائرية.
شهدت العلاقات مع السلطة العثمانية في عهد صلاح رايس، باي بايلك الجزائر توترًا بسبب تمرد الإمارة على رفض التبعية وعدم دفع الضرائب للسلطة، كما دفع بعد مقر سلطنة بني جلاب عن مركز السلطة وارتفاع تكاليف الحملات العسكرية، الدولة العثمانية إلى إرسال أربع حملات عسكرية تأديبية على فترات متباعدة، أي بمعدل حملة واحدة لكل قرن من الزمن. وأهم الحملات العثمانية التأديبية ضد إمارة بني جلاب هي:
- حملة صالح رايس سنة 1552م
- حملة يوسف باشا سنة 1647م
- حملة صالح باي سنة 1788م
- حملة أحمد المملوك سنة 1818م

## قائمة حكام سلطنة تقرت
تقلد حكمها أكثر من 36 سلطانا كان آخرهم سليمان بن علي الجلابي ما بين 1852م و1854م. السلاطين المعروفين (وسلطانة واحدة) هم:
1. الحاج سليمان بن رجب المريني، الملقب بالرجل المليح جلس على كرسي الحكم من سنة 1414 إلى 1431 وزوج ابنته للصخري بالوادي.
2. علي، ابن سليمان
3. احمد بن علي
4. عمران بن احمد
5. احمد بن سليمان ، أخ عمر وكان حكمه بعد حملات صالح ريس على تقرت وورقلة سنة 1552.
6. منصور بن احمد
7. عثمان بن منصور
8. علي بن أخت عثمان
9. مبارك بن عثمان
10. علي بن مبارك الملقب بالأعور
11. مصطفى بن الأعور
12. بن مصطفى، الذي قتل من طرف أم هاني سنة 1729
13. احمد بن سليمان
14. محمد الأكحل بن عم سليمان
15. احمد بن احمد بن سليمان
16. فرحات
17. إبراهيم أخ محمد فرحات
18. عبد القادر واحمد أبناء إبراهيم ودام حكمهما شهرين
19. خالد بن محمد الأكحل
20. عبد القادر الابن الأصغر لإبراهيم والملقب بأبو قمطان
21. عمر بن قمطان الذي قتل إخوانه الاثنين
22. محمد وكان له ولدان عمران والطاهر
23. عمران بن محمد بن عمر وحكم مدة 5 أشهر
24. احمد بن عمران
25. عبد القادر أخ احمد والابن الثاني للعمران توفي ولم يترك أي خلف
26. فرحات أخ عبد القادر
27. إبراهيم المغتصب وثاني الأولاد الأربعة للسلطان احمد بن عمران وحكمه دام مدة 12سنة من 1792 إلى 1804
28. القزان بن فرحات وبن عم إبراهيم المغتصب
29. محمد بن احمد الأخ الأكبر لإبراهيم توفي وترك أربعة أولاد هم: عامر، احمد، إبراهيم، وعلي وذلك سنة 1822
30. عامر بن محمد تزوج من عيشوش
31. إبراهيم أخ عامر بن محمد
32. علي الابن الرابع من أبناء محمد ولقب الكبير
33. عيشوش حكمت في غياب زوجها أو مرضه وتولت الحكم بنفسها من سنة 1833 إلى 1840
34. عبد الرحمان بن عامر وعيشوش الملقب ببوليفية وتولى الحكم من سنة 1840 إلى 1852 بعد أمه عيشوش
35. عبد القادر بن عبد الرحمان وتولى السلطة بعد أبيه لكن تحت تصرف وإشراف جدته عيشوش
36. سليمان بن الكبير وهو آخر سلطان من سلاطين بني جلاب ودام حكمه في تقرت ووادي ريغ إلى أن وصلت القوات الفرنسية إليها سنة 1853 إلى 1854